# کاخ روحیت
کاخ روحیّت (ترکمنی: Ruhyýet köşgi/Рухыет көшги) کاخی در شهر عشق‌آباد، پایتخت ترکمنستان، است. در این کاخ، رویدادهای رسمی دولتی، مجمع‌ها، نشست‌ها، همایش‌ها، مراسم تحلیف، کنسرت‌ها و جشن‌ها برگزار می‌شود. گنجایش فضای داخلی، تجهیزات فنی و آسایش آن، امکان برگزاری و پوشش رویدادها در سطح عالی بین‌المللی را فراهم می‌کند. علاوه‌بر رویدادهای رسمی، کنسرت‌ها، نمایشگاه‌ها و جشن‌های مختلف نیز در این کاخ برگزار می‌شود.
این کاخ توسط شرکت فرانسوی بویگ ساخته شده‌است. کاخ روحیت با فرش دستبافت نفیس «رئیس‌جمهور» (با مساحت ۲۹۴ متر مربع، ابعاد ۱۴×۲۱ متر و وزن ۱۱۰۵ گرم) تزئین شده‌است.
در اکتبر ۲۰۰۸، یک فواره به ارزش ۶٫۶ میلیون دلار آمریکا در مقابل کاخ ساخته شد.
تصویر کاخ روحیت در پشت اسکناس‌های ۱۰۰۰۰ مَناتی بانک ترکمنستان در سال ۲۰۰۰ و ۲۰ مناتی در سال ۲۰۰۹ چاپ شده‌است.

## نگاره‌ها

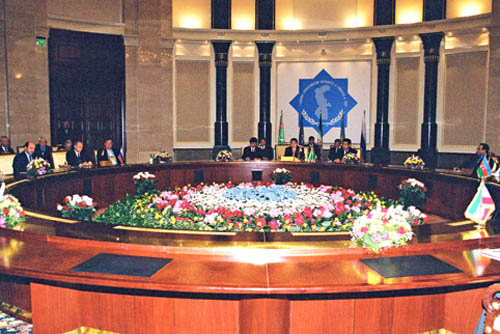
نشست سران کشورهای حاشیه دریای خزر، سال ۲۰۰۲
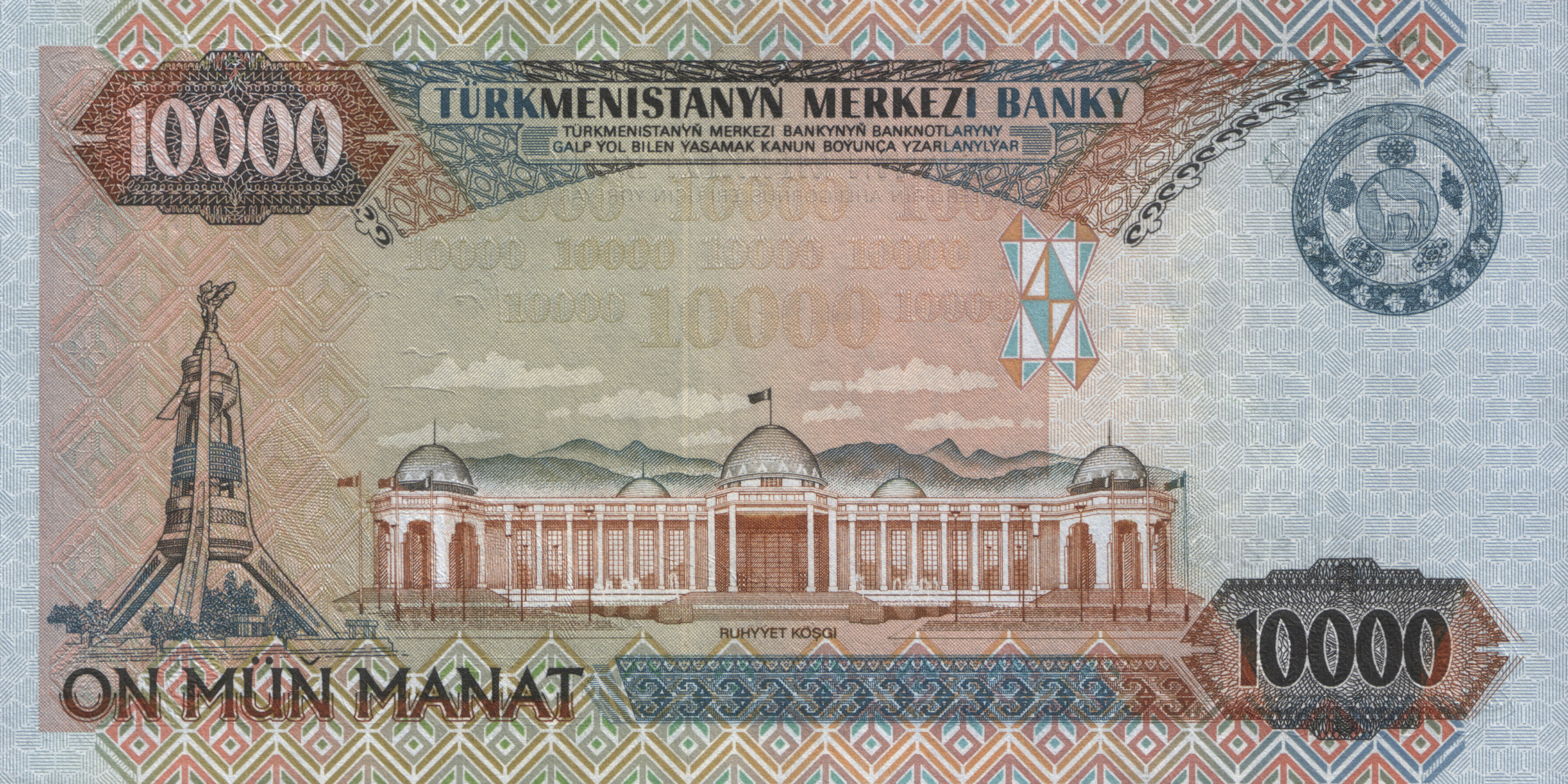
اسکناس ۱۰ هزار مناتی ترکمنستان
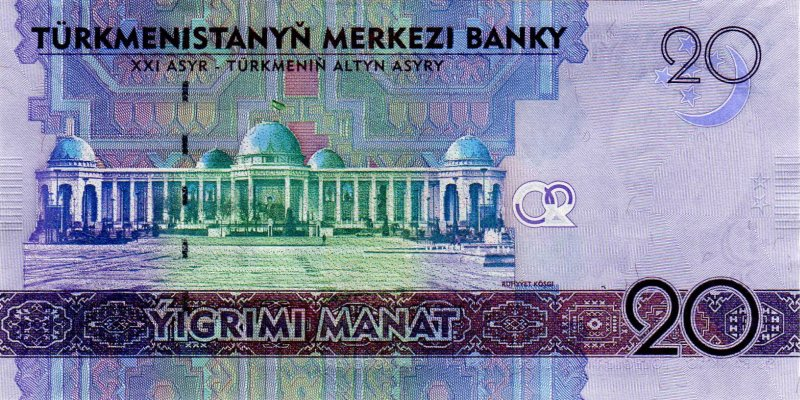
اسکناس ۲۰ مناتی ترکمنستان